# Mehun-sur-Yèvre
Mehun-sur-Yèvre – miejscowość i gmina we Francji, w regionie Centre, w departamencie Cher.
Według danych na rok 1990 gminę zamieszkiwało 7227 osób, a gęstość zaludnienia wynosiła 296 osób/km² (wśród 1842 gmin Regionu Centralnego Mehun-sur-Yèvre plasuje się na 43. miejscu pod względem liczby ludności, natomiast pod względem powierzchni na miejscu 512.).